# Charles Nancel-Pénard
Le docteur Charles Nancel-Pénard, né le 1er août 1906 à Boutiers-Saint-Trojan et fusillé comme otage par les Allemands le 24 octobre 1941 au camp militaire de Souge à Martignas-sur-Jalle, est un médecin bordelais impliqué dans la lutte contre la tuberculose et un militant communiste engagé volontaire dans les Brigades internationales pendant la guerre d'Espagne puis dans la Résistance.

## Biographie
Fils d'un avoué, Raymond Paul Charles Nancel-Pénard nait le 1er août 1906 à Boutiers-Saint-Trojan (Charente). Très sportif, il est titré champion de France d'aviron, en simple messieurs.
Il devient docteur en médecine le 23 octobre 1935 après des études à la faculté de Bordeaux. Au sanatorium Xavier-Arnozan de Pessac où il est affecté, il se spécialise dans la prophylaxie de la tuberculose. Parallèlement, il milite au Parti communiste.

### La Guerre d'Espagne

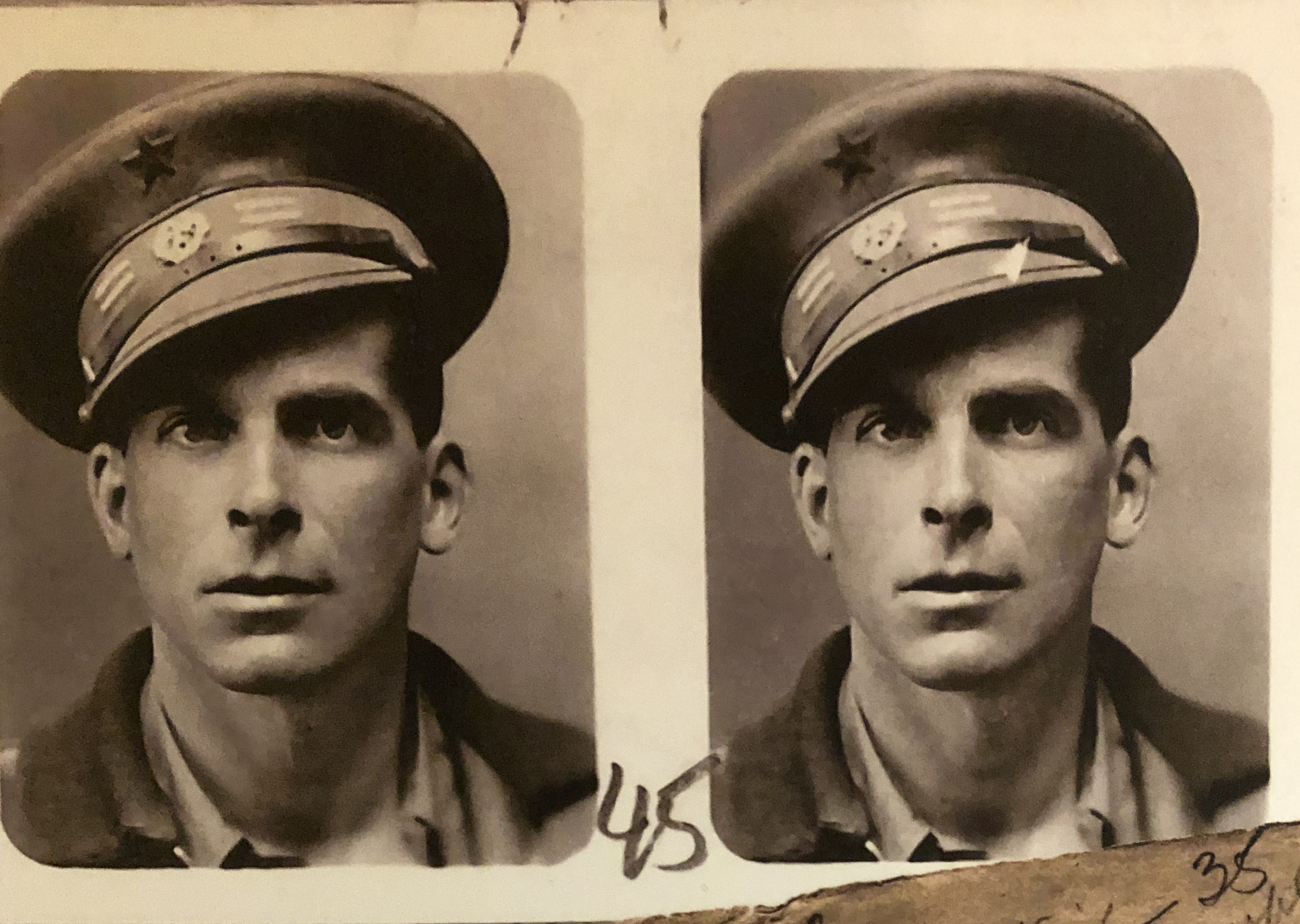
Le docteur Charles Nancel-Pénard dans l'uniforme des Brigades Internationales, 1938

Fidèle à son engagement communiste, Charles quitte Bordeaux pour l'Espagne en février 1938 afin de prendre part au combat des Républicains. A Albacete, il rejoint les Brigades internationales et organise un hôpital de campagne à l'arrière du front. Il rentre en France en octobre 1938, à la dissolution des Brigades.

### La Seconde Guerre mondiale
De retour à Bordeaux, il ne peut réintégrer le sanatorium et ouvre un cabinet à son domicile. En janvier 1939, il épouse une ouvrière de Caudéran, Marie-Jeanne Marsan.
Quand la guerre éclate, Charles est mobilisé au 3e bataillon du 218e Régiment d’infanterie stationné à Bayonne, comme médecin auxiliaire. Mais en raison de ses opinions politiques connues, il est rapidement envoyé dans le sud marocain. 
De retour à Bordeaux après l'armistice, il rejoint dans la clandestinité les dirigeants locaux du Parti communiste. Son domicile du 34, avenue Mozart à Pessac est perquisitionné une première fois le 9 mai 1940, puis à nouveau le 22 novembre : la police y trouve un stencil destiné à l'édition d'un journal, et Charles est emprisonné au 24, quai de Bacalan. Les démarches entreprises par ses anciens supérieurs dans l'armée, et la pétition signée par ses confrères médecins et ses professeurs, et portée au préfet par sa femme semblent parvenir à le faire libérer le 15 février 1941, mais il est à nouveau appréhendé le 8 juin. Il est alors enfermé au camp de Mérignac-Beaudésert, avec nombre d'autres communistes clandestins. 
Un certain inspecteur Laffargue de la police française cherche à lui faire signer une déclaration de soumission à Pétain, ce qu'il refuse. Le rapport que rédige Laffargue le 1er août 1941 précise : « En jetant le papier qu’on lui présente, il déclare avec dédain « Je ne signe pas ça » (...). À juste titre, Nancel-Pénard peut être classé parmi les internés les plus dangereux car, à sa culture générale, il allie une fraternité de caractère qui fait de lui un homme d’action. ». 

### L'exécution
Le 21 octobre 1941, la Résistance abat à Bordeaux un officier allemand : en représailles, l'occupant nazi exige la remise de cinquante otages ; le docteur fait partie des hommes que désigne le préfet Pierre-Alype. Le 23, il est conduit à la prison du Fort du Hâ au centre de Bordeaux avec un autre dirigeant communiste ancien brigadiste, Roger Allo ; là, le préfet en personne leur propose à nouveau de renier leurs convictions en échange de la vie sauve, ce qu'ils refusent. Ils sont renvoyés à Beaudésert.
Il est fusillé le 24 au camp de Souge, avec 49 camarades,,. Selon l'aumônier, il refuse qu'on lui bande les yeux et chante La Marseillaise avec ses compagnons.

## Postérité
A la demande de sa veuve, la mention « Mort pour la France » lui est accordée au titre de victime civile en février 1945. Une rue de Bordeaux et une avenue de Pessac portent le nom du docteur Nancel-Pénard.